# Tháp Cánh Tiên
Tháp Cánh Tiên còn có tên gọi là tháp Đồng là một ngôi tháp nằm ở chính giữa thành Đồ Bàn xưa, nay thuộc xã Nhơn Hậu, Thị xã An Nhơn, tỉnh Bình Định.

## Hiện trạng
Tháp Cánh Tiên hiện nằm trên đỉnh một quả đồi thấp cao 25m thuộc thôn Nam Tân, xã Nhơn Hậu, Thị xã An Nhơn. Trong số những tháp cổ Chăm Pa còn lại ở tỉnh Bình Định, tháp Cánh Tiên không chỉ là một trong những kiến trúc còn khá nguyên vẹn, mà còn thuộc nhóm những cụm tháp ít thấy trong lịch sử kiến trúc Chăm Pa là khu đền chỉ có một tháp, mặc dầu chỉ có một tháp đơn lẻ song hình dáng, cấu trúc của tháp Cánh Tiên lại không hề khác với các ngôi tháp vuông nhiều tầng xây bằng gạch vào loại lớn của Chăp Pa, tháp cao gần 20 mét.

## Kiến trúc
Tháp Cánh Tiên là một trong những ngôi tháp thuộc phong cách Bình Định, hiện lên với một kiến trúc hoành tráng với những khối hình lớn gây ấn tượng từ xa: các cột ốp, những khung dọc trên mặt tường nằm giữa các cột ốp nổi lên thành những mảng lớn khoẻ khoắn, các vòm của các cửa giả vút cao vương lên như hình những mũi giáo khổng lồ, các tháp trang trí góc các tầng cuộn lại thành những khối chắc nịch, những phiến đá trang trí các góc tường phía trên của các tầng hình hoa lá nhô mạnh ra như những cánh tiên.
Như mọi ngôi tháp truyền thống khác, tháp cấu trúc gồm hai phần: tiền sảnh và điện thờ, hiện nay toàn bộ cấu trúc của tiền sảnh đã bị sụt lở từ lâu, các mặt tường phía ngoài của thân tháp được trang trí bằng những cột ốp và các khung dọc nhô mạnh ra khỏi mặt tường, một trong những điều kỳ lạ nhất ở tháp Cánh Tiên là nửa phần phía ngoài của cột ốp góc tường được ốp kín bằng những phiến đá sa thạch màu tím có chạm khắc hoa dây xoắn và góc các diềm mái của tháp cũng được làm bằng đá - hiện tượng độc nhất trong lịch sử kiến trúc tháp Chăm Pa.
Hiện nay tuy đã hư hại một phần, song vẫn có thể nhận ra cấu trúc và hình tháp khá đặc biệt của các cửa giả của tháp Cánh Tiên, mỗi cửa giả đều có ba tầng thu nhỏ dần về phía trên và mỗi tầng đều có hai thân, các tầng của cửa giả đều có cấu trúc hai phần: hai trụ ốp tạo thành ô khám bên dưới và hình cung nhọn bên trên.
Tại bốn góc của mỗi tầng của tháp Cánh Tiên, các tháp trang trí góc và phiến đá hình đuôi phượng nhô ra ở đỉnh các cột ốp tường còn giữ lại khá nguyên vẹn, nên từ xa nhìn vào tháp Cánh Tiên trông như một ngọn đuốc khổng lồ đang lung linh toả sáng.

## Lịch sử
Tháp được xây dựng vào thế kỷ 12, thuộc phong cách Bình Định và có một phần ảnh hưởng từ kiến trúc Angkor Vat của người Khmer do thời kỳ này có sự giao lưu thường xuyên giữa vương quốc Khmer và Chăm Pa.